# Karel Malich

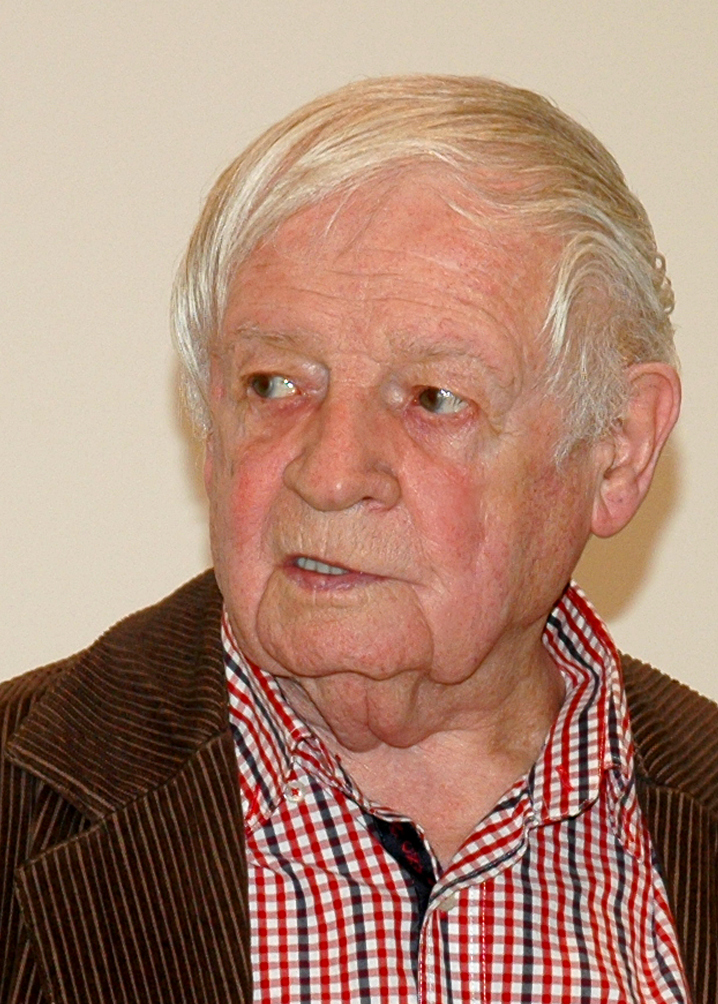
Karl Malich (2012)

Karel Malich (* 18. Oktober 1924 in Holice, Tschechoslowakei; † 24. Oktober 2019) war ein tschechischer Bildhauer, Maler und Grafiker.

## Leben
Karel Malich studierte nach Ende des Zweiten Weltkrieges von 1945 bis 1949 an der Pädagogischen Fakultät der Karls-Universität in Prag und von 1950 bis 1953 an der Akademie der Bildenden Künste Prag. Danach wirkte er als Bildhauer, Maler und Grafiker in Prag.